# Pleurodasys
Pleurodasys is een geslacht van buikharigen uit de familie van de Cephalodasyidae. De wetenschappelijke naam van het geslacht soort werd voor het eerst geldig gepubliceerd in 1927 door Remane.

## Soorten
- Pleurodasys helgolandicus Remane, 1927 sensu Boaden, 1963
- Pleurodasys incomptus Todaro, Dal Zotto, Bownes & Perissinotto, 2017

### Synoniem
- Pleurodasys megasoma Boaden, 1963 => Pleurodasys helgolandicus Remane, 1927 sensu Boaden, 1963